# Вяра Церовска
Вяра Церовска е българска лекарка, политик и кмет на Перник в периода 2015-2019 г.

## Биография
Вяра Церовска е родена на 9 декември 1961 г. в Перник. Завършила е Математическата гимназия „Христо Смирненски“ в родния си град и Медицински университет в София със специалност Нефрология. Професионалния ѝ път започва като участъков лекар. Четиринайсет години е била началник на отделението по Хемодиализа в МБАЛ „Рахила Ангелова“ в Перник, а от 2010 до началото на 2014 г. е директор на същата болница. От 2014 г. до избирането ѝ за кмет е народен представител в XLIII народно събрание. Кмет на Община Перник от 2015 до 2019 г. Областен координатор на ПП ГЕРБ-Перник.